# フィンドレー大学
フィンドレー大学（The University of Findlay）は、アメリカ合衆国オハイオ州のフィンドレーにある私立大学。
教育学部・医療健康学部・薬学部・ビジネス学部・人文社会科学部・自然科学部の6学部で構成されている。
提携を結んでいる学校に、酪農学園大学・大東文化大学・桜美林大学・静岡文化芸術大学・福井大学・福井県立大学・英数学館小学校・中学校・高等学校などがある。